# Красный угол (фильм)
«Красный угол» (англ. Red Corner) — фильм-драма, вышедший 31 октября 1997 года, режиссёр Джон Эвнет, сценарий Роберта Кинга.
Фильм снят в Лос-Анджелесе с использованием сложных декораций, 3500 кадров компьютерной графики, и двух минут видеоматериала из Китая. Для обеспечения достоверности несколько пекинских актёров получили пригласительные визы в США. Судебные и тюремные сцены были созданы по описаниям прокуроров и судей, практикующих в Китае. Видеосцена с эпизодом казни китайских заключённых представляет собой реальную сцену казни. Люди, передавшие Эвнету видео и свои описания, подвергали себя значительному риску.

## Сюжет
Преуспевающий американский бизнесмен Джек Мур заключает крупную сделку с правительством Китая. На радостях он уединяется в номере с девушкой. Пробуждение оказывается кошмарным — приехавшая по вызову китайская полиция обнаруживает труп девушки и арестовывает ещё не протрезвевшего Мура. Отец девушки — высокопоставленный военный, генерал Хонг — заявляет Муру, что сделает всё возможное, чтобы добиться его казни. Адвокат Мура, молодая девушка Шень Юлин, настроена антиамерикански и не верит в невиновность Мура. Сам Мур несколько раз чуть не становится жертвой неизвестных убийц. Несгибаемый американец отказывается признать вину, что по китайским законам значительно утяжелит наказание. Однако Муру и поверившей в него Юлин, опираясь на нестыковки произошедшего, удаётся вскрыть преступный замысел китайского партнёра Мура Линь Дэна, который, прельстившись взяткой конкурента Мура, германского бизнесмена Хоффмана, решил скомпрометировать американца и после отказа девушки участвовать в этом приказал её умертвить и подставить Мура, усыплённого хлороформом. Освобождённому под залог Муру удаётся скрыться в посольстве, но он снова отдаётся в руки китайской полиции, узнав, что цена залога — честное слово Шень Юлин. В ходе драматической сцены последнего заседания героям удаётся вывести преступников на чистую воду, потрясённый генерал Хонг убивает Линь Дэна прямо в зале суда. Мур оправдан.

## Отзывы и оценки
Фильм выйдя в США получил в основном негативные отзывы. По оценке сайта Rotten Tomatoes 33 % кинокритиков дали положительные отзывы (из ведущих кинокритиков только 20 %) .
Синтия Лэнгстон из Film Journal International описыввает фильм как: «Настолько нереалистичный, настолько надуманный, настолько откровенно „голливудский“ что Гир даже не может вообразить, что открывает глаза на проблему или находит какой-либо путь для их решения, если уж на то идёт».
Кеннет Туран в обзоре для газеты Los Angeles Times описывает «Красный угол» как «вялую и неинтересную мелодраму, что ещё больше разрушает иллюзию, о том что речь пойдёт о чём-то значительном. История о противостоянии человека системе избита и мысли о состоянии правосудия в Китае, к которым он приводит, входят в противоречие с отношением, граничащим с ксенофобией».
Эндрю O’Хехир, кинокритик сайта Salon.com отмечает, что «…подтекст фильма поглощает его сюжет, что остаётся — так это душевность Гира, смешанная с его выдающейся мужественностью — эти его два качества весьма ценятся окончательно забывающей о службе женским населением Китая». O’Хехир также замечает, что фильм усиливается пакостными западными представлениями о женской азиатской сексуальности (как и в романе The World of Suzie Wong) также как и арийскими стереотипами.
Джанет Маслин из The New York Times отметила постановку фильма в духе Хичкока, благодаря чему «слову осуждение придаётся двойное значение», также отметила слияние «любопытства к Китаю с развлекательной ценностью».
Роджер Эберт из Chicago Sun-Times описал «Красный угол» как «надуманный и громоздкий триллер, призванный продемонстрировать несчастье, постигшее Ричарда Гира в красном Китае, что показывается с такой тщательностью, что и замысел фильма и его персонажи окутываются мраком. У самих китайцев это получается лучше. В отличие от таких фильмов китайского производства, как The Blue Kit и «Жить», в которых Китай критикуется со знанием и подробностями инсайдера, «Красный угол» представляет собой ксенофобский рассказ о путешествии, скрещенный с рассказом цикла о Перри Мейсоне».

## Рейтинг
Фильм получил рейтинг «R» в США за сцены насилия и сексуальные сцены. В Китае фильм запрещён по политическим причинам.

## В ролях
- Ричард Гир — Джек Мур
- Бай Лин — адвокат Шень Юлин
- Брэдли Уитфорд — Боб
- Байрон Манн — Линь Дэн
- Питер Донат — Дэвид МакЭндрюс
- Роберт Стэнтон — Эд Пратт
- Цай Чинь[англ.] — председатель суда Ксуу
- Джеймс Хонг — Линь Шу
- Ци Ма — Ли Ченг
- Генри О — генеральный прокурор Янг